# Denominació d'Origen Ribeira Sacra
La Denominació d'Origen Ribeira Sacra és una de les cinc denominacions d'origen vinícoles de Galícia, creada l'any 1997.

## Geografia
La seva àrea de producció, la Ribeira Sacra, és la zona que envolta els rius Miño i Sil, al sud de la província de Lugo i nord de la província d'Ourense. Les vinyes, cultivades als vessants pendents a la vora dels dos rius, constitueixen un atractiu turístic. L'empar dels rius aporta un microclima a la zona, que juntament amb l'orientació sud dels vessants afavoreix la correcta maduració que el raïm necessita per l'elaboració dels vins.
Les vinyes ocupen una superfície de 1.255 hectàrees, on trobem 94 cellers i 2.811 viticultors que produeixen uns 3 milions de litres de vi anuals.
La denominació d'origen Ribeira Sacra està dividida en 5 subzones: Amandi, Chantada, Quiroga-Bibei, Ribeiras do Sil-Ourense i Ribeiras do Miño.

## Municipis de la D.O.
Els municipis que comprèn la Denominació d'Origen Ribeira Sacra són:
- Subzona d'Amandi: Sober i Monforte de Lemos.
- Subzona de Chantada: Portomarín, Taboada, Chantada, Carballedo i A Peroxa.
- Subzona de Quiroga-Bibei: Monforte de Lemos, A Pobra do Brollón, Quiroga, Ribas de Sil, A Pobra de Trives, Manzaneda e San Xoán de Río.
- Subzona de Ribeiras do Miño: Paradela, O Saviñao, Pantón, Sober e Monforte de Lemos.
- Subzona de Ribeiras do Sil-Ourense: A Teixeira, Parada de Sil, Castro Caldelas e Nogueira de Ramuín.